# Mordecai Paldiel

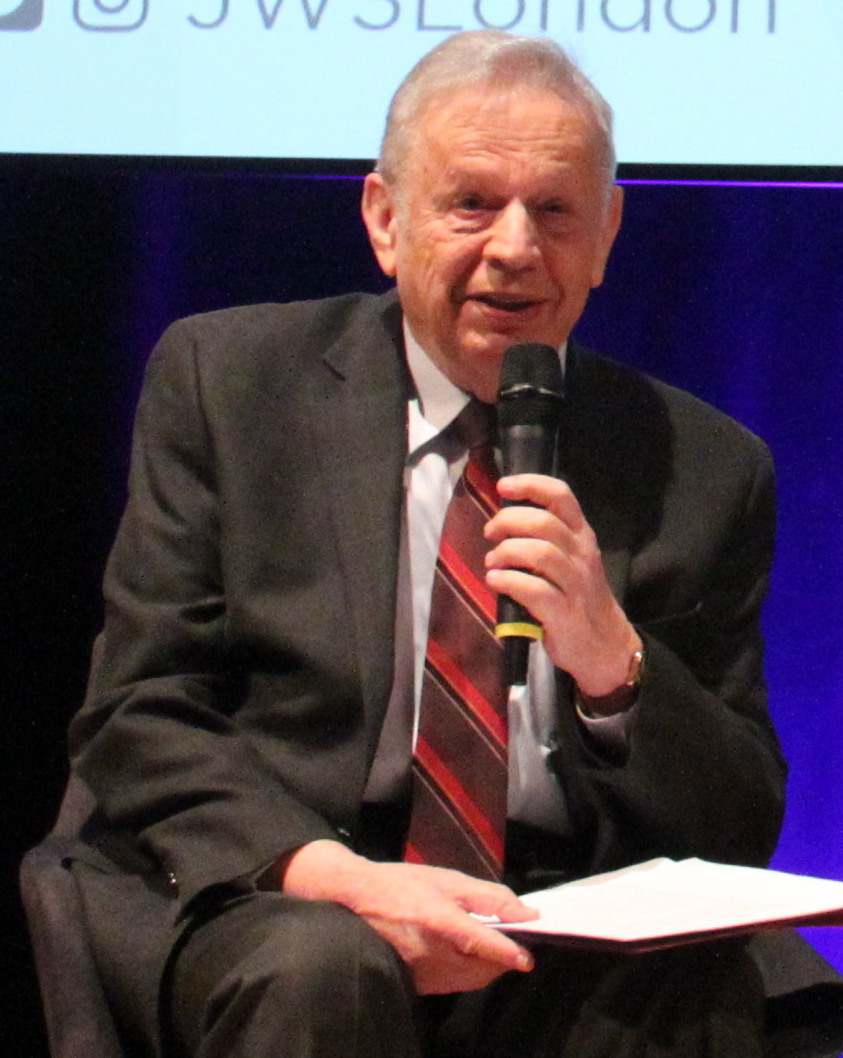
Mordecai Paldiel, 2019

Mordecai Paldiel (geboren 10. März 1937 in Antwerpen  als Markus Wajsfeld) ist ein US-amerikanischer Historiker.

## Leben
Wajsfelds Eltern waren aus Osteuropa nach Belgien eingewandert, wo sein Vater als Diamanthändler arbeitete. Nach der deutschen Besetzung Belgiens 1943 gelang der Familie mit Hilfe eines katholischen Priesters die Flucht aus Vichy-Frankreich in  die Schweiz. Sie wanderten später in die USA aus.
Paldiel studierte Religion und Holocaust Studies an der Hebrew University (B.A.) und an der Temple University in Philadelphia (M.A.), wo er auch promoviert wurde.
Paldiel arbeitete von 1984 bis 2007 bei Yad Vashem in Jerusalem, wo er die Abteilung Gerechter unter den Völkern leitete. Seither nimmt er Lehraufträge am Stern College der Yeshiva University und am Queens College in New York wahr.
Eine Tochter Paldiels, die 1967 geborene TV-Persönlichkeit Siggy Flicker, wurde im Mai 2025 von Präsident Donald Trump in den Vorstand des United States Holocaust Memorial Museum berufen.

## Schriften (Auswahl)
- Secular Dualism: The 'religious' Nature of Hitler's Antisemitism. Temple University, 1982
- The Path of the Righteous: Gentile Rescuers of Jews During the Holocaust. Hoboken: KTAV, 1993, ISBN 0-88125-376-6
  - Es gab auch Gerechte : Retter und Rettung jüdischen Lebens im deutschbesetzten Europa 1939–1945. Übersetzung Brigitte Pimpl. Hrsg. von Erhard Roy Wiehn. Konstanz: Hartung-Gorre, 1999
- Sheltering the Jews: stories of Holocaust rescuers. 1996, ISBN 0-8006-2897-7
  - Sie schützten die Juden : Geschichten von Menschen, die Juden vor dem Holocaust retteten. Übersetzung Janet Reinhardt und Wolfgang Neumeister. Sprockhövel: One Way Medien, 2005
- (Hrsg.): Saving the Jews: Amazing Stories of Men and Women who Defied the Final Solution. Rockville: Schreiber, 2000, ISBN 1-887563-55-5
- Churches and the Holocaust: Unholy Teaching, Good Samaritans, and Reconciliation. Hoboken: KTAV, 2006, ISBN 0-88125-908-X
- Diplomat Heroes of the Holocaust. Hoboken: KTAV, 2007, ISBN 0-88125-909-8
- The righteous among the nations. 2007, ISBN 0-06-115112-2
- Saving One's Own: Jewish Rescuers During the Holocaust. Jewish Publication Society, Philadelphia 2017, ISBN 0-8276-1297-4.